# イイ加減にしろっぷサンデー
『イイ加減にしろっぷサンデー』（イイかげんにしろっぷサンデー）はSTVラジオで2021年4月4日から放送されている生ワイド番組。

## 概要
STVラジオでは、これまで週末の午後の時間帯に『STVファイターズLIVE』として、北海道日本ハムファイターズのデーゲーム中継を行ってきたが、2021年度からは撤退し新たな日曜午後の生ワイド番組として本番組を編成。これまでしろっぷの冠番組として2015年4月より週1回の30分番組『しろっぷのイイ加減にしろっぷ!』が放送されており、2021年1月24日14:00 - 17:00にパイロット番組『しろっぷ冠特番やるってよ!!』を放送し「イイ加減にしろっぷ」のタイトルを引き継いで本ワイド番組に発展した。2021年3月まで放送されていた『村岡啓介 フリースタイルサンデー』が月曜に『村岡啓介 Re:Fresh!』として移動することにより4月4日から放送開始となった。
STVラジオで平日午前・午後の生ワイド番組の中継リポーターを務めているしろっぷが4時間の生ワイド番組のパーソナリティを務める。番組の流れとしては、しろっぷの漫才に始まり、この1週間をクイズ形式で振り返るコーナーや、しろっぷの2人が父親のため、リスナーから育児に関するアドバイスをもらうコーナーがある。
2021年10月3日より番組内容をリニューアル。久保朱莉（STVアナウンサー）がアシスタントを担当。しろっぷと久保が番組を進行する。
特番などが編成され放送休止、短縮することが不定期にある。
2023年4月9日より『草野あずみのハッピー競馬』の開始に伴い、当番組の開始・終了時刻が繰り上がった。開始から2022年9月までは4時間のワイド番組だったが2023年期より2時間となっている。
2024年1月14日放送より、COCONO SUSUKINO内のオープンスタジオ「MID.α STUDIO」にて放送。
2024年3月10日の放送で、同年3月31日をもっての終了が発表された。

## 放送時間
- 毎週日曜日 13:00 - 17:00（2021年4月4日 - 2022年9月25日）
- 毎週日曜日 14:00 - 17:00（2022年10月2日 - 2023年4月2日）
- 毎週日曜日 13:00 - 15:00（2023年4月9日 - 2024年3月31日）

## 出演者
パーソナリティ
しろっぷ（じゅんぺい・ひろし）
アシスタント
ちゃぼ（太田プロ→トリプルワン所属、2022年10月2日 -　）
代理パーソナリティ・アシスタント
- 2021年8月22日 - 9月12日：じゅんぺいの新型コロナウイルス感染に伴いしろっぷ両名が休養、以下のパーソナリティが担当。
  - 8月22日：HAMBURGER BOYS
  - 8月29日：吉川のりお、佐々木美波（STVアナウンサー）
  - 9月5日：佐々木たくお（札幌スーパーギャグメッセンジャーズ）、内山よしこ（STVアナウンサー）
  - 9月12日：木村洋二（STVラジオ取締役エグゼクティブアナウンサー）、明石英一郎（札幌映像プロダクション専務取締役エグゼクティブアナウンサー）[注釈 4]
- 2022年3月20日：久保が休暇のため、油野純帆アナが代理出演。
- 2022年9月25日：田村みなみが出演。
- 2022年12月4日：ちゃぼが滋賀県で開催される全日本きもの着付選手権全国大会に着付けモデルとして参加する為、中嶋あゆみが代理出演。

過去の出演者
- 久保朱莉（元・STVアナウンサー / 2021年10月3日 - 2022年9月18日）    
  - 2022年9月11日放送の番組内で、STVを退社するため9月末までに担当番組全てを降板することを発表した。

## コーナー
クイズ!北海道の1週間
その週に報じられた北海道内の出来事からクイズを出題し、スタジオ出演者がトークを交えて解答すると共に、関係者との電話インタビューも展開する。
声トロ・ドン♪
しろっぷ・ちゃぼの3人が口ずさむイントロの曲名を当てるクイズ企画。それぞれの出題前に問題とする楽曲のイントロを聞いた後口ずさみ、3人全問の出題後10分間Eメールで解答を受け付け、全問正解者から1名に長万部漁業協同組合ホタテ毛ガニシュウマイをプレゼント、全問正解者が居ない場合は2曲正解者の中からプレゼントする。2023年10月開始。
おしぺい
歴史上の人物を中心に、じゅんぺいが推している物を週替りで語る。ひろしの進行により「おしろし」として行う場合もあった。
日曜タクシー大作戦
月替りで道内のタクシー運転手をゲストに迎え電話インタビューを行うトークコーナー。
中央競馬実況中継
「草野あずみのハッピー競馬」開始後は14時台後半に行われる準メインの1レースを不定期に放送。

### 過去のコーナー
今週の絶対にふざけてはいけないコーナー
大喜利形式で毎週、お題に沿った回答を募集する。2023年度からは「しろっぷのぶちかまし」で実施。
競馬バラエティ予想
中央競馬メインレースの本命となる馬番を放送日と同日の記念日等に合わせた体を張ったバラエティ企画で予想する。2023年9月終了。
音楽神経衰弱
リスナー参加型の曲合わせクイズ。5曲のサビの前後半を伏せ前後それぞれを1から5の番号で選択して解答、3回の解答権の中で1回でもペアが揃うとプレゼント（初期は北海道雄武産鮭缶詰セット、末期は長万部ホタテ毛がに焼売）が当たる。2023年9月終了。
ラブリー久保のラブアンド
バズりの秘訣
しろっぷのパパ活
育児に関するテーマでリスナーからメッセージを募集する。
ひろし お兄さんといっしょ
紅の酢豚

## テーマ曲・BGM

### テーマ曲
オープニング
千住明『聖者の行進～ハッピーバンド・ヴァージョン』（収録アルバム：聖者の行進 サントラ盤 2曲目）
エンディング
千住明『聖者の行進～ワルツ・ヴァージョン』（収録アルバム：聖者の行進 サントラ盤 15曲目）

### BGM
クイズ！北海道の一週間
コーナー冒頭
作曲：Br'z『Tin toys』（著作権フリーBGM オーディオストック No.908461）
コーナー本編
TOGA『今夜のダイジェスト』（フリーBGM素材 DOVA-SYNDROME）
声トロ・ドン♪
有木竜郎『至高のフルコース』（収録アルバム：グルメバラエティ 12曲目）
おしぺい／おしろし
『カピバラの夢』（フリー音楽・BGM素材 甘茶の音楽工房）
日曜タクシー大作戦
音楽：ダニー・エルフマン『ミッション:インポッシブルのテーマ』（収録アルバム：ミッション:インポッシブル オリジナルサウンドトラック(オリジナル・スコア ヴァージョン) (PHCP-1802) 2曲目）
競馬バラエティ予想
- 作曲：TOGA (トガ)『重賞ドリームレース High Stakes』（フリーBGM素材 DOVA-SYNDROME）
- 作曲：zmino (ずみのー)『逃げろ!ひつじの大群だ!』（フリーBGM素材 DOVA-SYNDROME）

音楽神経衰弱
作曲：ハヤシユウ『時計のおもちゃ』（フリーBGM素材 DOVA-SYNDROME）
しろっぷのパパ活
作曲：shimtone (シムトーン)『Tuplet Pop』（フリーBGM素材 DOVA-SYNDROME）
バズりの秘訣
東京スカパラダイスオーケストラ『愛の讃歌 -Hymne a l'amour-』（収録シングル：KinouKyouAshita 3曲目） - 2021年9月19日まで 長寿の秘訣
Lovely久保のLove＆
コーナー冒頭
作曲：Flehmann (フレーマン)『Liquid Love』（フリーBGM素材 DOVA-SYNDROME）
コーナー本編
作曲：gooset (グーセト)『Is This Love』（フリーBGM素材 DOVA-SYNDROME）
ヘビー級ネタグランプリ
コーナー冒頭
佐伯栄一 (The PBJ)『Theme of RIZIN』（収録アルバム：RIZIN EP 1曲目）
コーナー本編
ダルード『サンドストーム』（シングル盤）
マドモアゼルひろ子のイイ加減占い
作曲：MAKOOTO (マクート)『吉凶おみくじ屋』（フリーBGM素材 DOVA-SYNDROME）
おでかけひろし君中継
作曲：shimtone (シムトーン)『キミとピース』（フリーBGM素材 DOVA-SYNDROME）
ひろしさんツッコミですよ！
Shota Fukagawa『M310_Sweets House』（収録アルバム：Soundtracks select from M290-M310　11曲目）
ひろしお兄さんといっしょ
作曲：こおろぎ『ハッピーイレイロ (Track 3)』（フリーBGM素材 DOVA-SYNDROME）
絵のない絵本
作曲：ゆうきわたる『友達集まれ！』（フリーBGM素材 DOVA-SYNDROME）
快楽快耳のクラシック以外も聴いてみよう
作曲：ピョートル・チャイコフスキー、演奏：大楽勝美（ピアニスト）『ピアノ三重奏曲 イ短調 作品50 ≪偉大な芸術家の思い出に≫ 第2楽章:A.Tema con Variazioni.Andante con moto』 - 16分30秒辺りから
吉田B作のイケメンB面コレクション
吉田栄作『あいつがとまらない』（収録アルバム：少年のいた夏 2曲目）
ちゃぼのあなたに涙をリクエスト
- チェッカーズ『涙のリクエスト』
- 作曲：キュス『思い出のピアノ』（フリーBGM素材 DOVA-SYNDROME）

長万部町ブランドホタテ特別企画「湾宝」川柳コンテスト
HAMBURGER BOYS『湾宝!-長万部-』（収録アルバム：PARTY SET7　4曲目）
中嶋あゆみのアヒージョ話
shimtone『Bright Daytime』（DOVA-SYNDROME）
島しまじろうのいい旅島気分
溝口肇『interlude～世界の車窓から (sunrise version)』（収録アルバム：世界の車窓から Next Journey 8曲目）
メッセージトーク
- SAMURAI JAPON『KYOTO』（収録アルバム：SAMURAI JAPON 2曲目） - 番組初期
- 葛城 梢『ジョニー、配達の時間だよ』（収録アルバム：Daily Routine Vol.1　15曲目）- 2021年
- 作曲：shimtone (シムトーン)『Bright Daytime』（フリーBGM素材 DOVA-SYNDROME）- 2022年
- 作曲：MFP【Marron Fields Production】『Shoot Out』（フリーBGM素材 DOVA-SYNDROME） - 番組末期
- 作曲：VeryGoodMan (ベリーグッドマン)『恋はあせるぜ』（フリーBGM素材 DOVA-SYNDROME） - 番組末期

中央競馬実況中継（レース中継前トーク）
作曲：Make a field Music (メイクアフィールドミュージック)『キャンプの準備！』（フリーBGM素材 DOVA-SYNDROME）
お天気情報
アコースティック・アルケミー『Homecoming』（収録アルバム：Reference Point 7曲目）
道路交通情報
ゴンチチ『Asterisk*』（収録アルバム：Devonian Boys 4曲目）
お知らせ、商品紹介等
森英治『並木通り』（収録アルバム：Café Style Vol.3　4曲目）
3時・4時です（時報直後）ジングル
Notzan ACT『ほのぼのリコーダー場面転換・ジングル』（著作権フリーBGM オーディオストック No.260413） - 2021年4月18日午後4時から
ジングル
- 作曲：田中芳典『レースフラッグ(Track2 ジングルサイズ)』（フリーBGM & ジングル素材 DOVA-SYNDROME） - 初回16時時報直後
- 作曲：しんさんわーくす『おーそどっくすブルース』（フリージングル素材 DOVA-SYNDROME） - 番組初期
- 作曲：Anonyment (アノニメント)『Basket Cases』（フリージングル素材 DOVA-SYNDROME） - 番組初期
- 作曲：t12ya (タツヤ)『OP/ED用ジングル14』（フリージングル素材 DOVA-SYNDROME） - 番組初期